# SOS

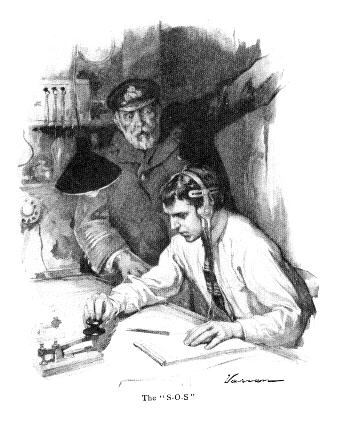
"The S.O.S"라는 제목의 타이타닉호의 선장과 전신 교환사 그림

SOS는 구조를 위한 대표적인 모스 부호이다. ( · · · — — — · · ·) "Save Our Souls," "Save Our Ship" "Save Our Shelby," "Shoot Our Ship", "Sinking Our Ship", "Survivors On Shore", "Save Our Seamen"과 같은 낱말들의 머릿글자라고도 알려져 있으나, 이는 사실이 아니다. 이 sos의 부호가 간결하고 판별하기 쉽기 때문에 이렇게 정해진 것이다.
1952년 아르헨티나 부에노스아이레스 국제전기통신조약 부속 무선규칙에 의해 세계 공통의 조난신호로 규정되었다.

## 역사
라디오(처음에는 "무선 전신"으로 불렸음)는 1890년대 후반에 개발되었으며 해상 통신에 중요한 보조 수단으로 빠르게 인식되었다. 이전에 항해 선박은 세마포어 플래그, 신호 조명탄, 종, 무적 등을 사용하여 다양한 표준화된 시각 및 청각 조난 신호를 채택했다. 그러나 초기에는 무선 조난 신호 표준화에 대한 협력이 국가적 차이와 경쟁 무선 회사 간의 경쟁으로 인해 제한되었다.
1903년 베를린 무선 전신 회의의 이탈리아 대표인 퀸티노 보노모(Quintino Bonomo) 선장은 "조난 중인 선박은 ... 몇 분 간격으로 sss ddd 신호를 보내야 한다"는 제안을 포함하여 일반적인 운영 절차의 필요성에 대해 논의했다. "그러나 절차상의 문제는 이 회의의 범위를 벗어났기 때문에 당시 회의 최종 의정서 제4조에서는 "무선 전신국은 실질적으로 불가능하지 않는 한, 무선 전신국은 지원 요청에 우선순위를 두어야 한다"고 명시했지만 당시에는 표준 신호가 바다에 있는 배들에 채택되지 않았다."
국제 규정이 없으면 개별 조직은 자체 관행을 개발해야 했다. 1904년 1월 7일 마르코니 국제 해양 통신 회사(Marconi International Marine Communication Company)는 "Circular 57"을 발행했는데, 이는 회사의 전 세계 설치를 위해 1904년 2월 1일부터 "조난 중이거나 지원이 필요한 선박의 호출은 c q d이어야 한다"라고 명시했다. 1906년 미 해군이 제시한 대체 제안에서는 "조난 중, 즉각적인 지원을 원함"을 의미하는 nc를 포함하여 국제 신호 코드 플래그 신호를 무선 사용에 채택해야 한다고 제안했다.
독일은 1905년 4월 1일 발효된 국가 무선 규정에 포함된 세 가지 모스 부호 시퀀스 중 하나로 조난신호(Notzeichen)라고 불리는 SOS 조난 신호를 채택한 최초의 국가였다. 1906년에 최초의 국제 무선 전신 협약이 베를린에서 개최되었다. 1906년 11월 3일에 서명되어 1908년 7월 1일에 발효되는 협정을 작성했다. 이 협약은 제16조를 포함하여 다음과 같은 광범위한 서비스 규정 모음을 채택했다. "조난 중인 선박은 다음 신호를 사용해야 한다. ▄ ▄ ▄ ▄▄▄ ▄▄▄ ▄▄▄ ▄ ▄ ▄ (짧은 간격으로 반복)
1905년 4월 1일 독일 법률과 1906년 국제 규정 모두에서 조난 신호는 점 3개/대시 3개/점 3개의 연속적인 모스 부호 시퀀스로 지정되며 해당 알파벳에 대한 언급은 없다. 그러나 인터내셔널 모스(International Morse)에는 3개의 점이 문자 "S"를 구성하고 3개의 대시가 문자 "O"를 구성하는 관례가 있었고 곧 비공식적으로 조난 신호를 "S O S"라고 부르는 것이 일반화되었다. "조난중인 선박은 짧은 간격으로 반복되는 특수 신호인 SOS를 사용한다."라고 명시되어 있다. (20세기 초반까지 미국의 많은 해안 선박에서 사용된 미국 모스 부호에서 숫자 "5"를 나타내는 세 개의 대시가 있었기 때문에 일부 경우 조난 신호는 비공식적으로 "S 5 S"라고 불렸다.)
SOS 조난 신호를 전송한 것으로 보고된 최초의 선박은 1909년 6월 10일 아조레스 제도를 항해하던 중 큐나드(Cunard) 원양 정기선 RMS 슬라보니아와 1909년 8월 11일 노스캐롤라이나 해안에서 항해하던 증기선 SS 아라파호(Arapahoe)였다. 아라파호의 신호는 노스캐롤라이나주 해터라스에 있는 유나이티드 와이어리스 텔레그래프 컴퍼니(United Wireless Telegraph Company) 방송국에서 수신되어 증기선 회사 사무실로 전달되었다. 그러나 마르코니(Marconi) 운영자 사이에서는 새로운 신호를 채택하는 데 약간의 저항이 있었고 1912년 4월 RMS 타이타닉호가 침몰할 때까지 선박의 마르코니 운영자는 cqd와 sos 조난 호출을 혼합했다. 일관성과 해상 안전을 위해 cqd의 사용은 그 이후로 사라진 것으로 보인다.

## 변형
변형으로 AAA, RRR, SSS, QQQ가 있다.

### AAA
AAA는 발신자가 공습을 받아 격침당할 위기일 때 사용한다.

### RRR
RRR은 발신자가 수상함 공격을 받아 격침당할 위기일 때 사용하던 것으로, 현재 민간에서는 의미가 변질되어 조난 신호를 수신하였다는 의미로 사용한다. 이 때, 조난 신호를 수신하였다는 것은 "조난 신호를 수신하였으므로 당소 측의 범위 내 다른 모든 무선국에 재송신하여 전파한다." 라는 의미이다. 대한민국의 경우 무선국의 운용 등에 관한 규정 제45조 제1항 2의 마에 RRR을 조난 신호를 수신하였다는 의미로 사용하라고 규정되어 있다.

### SSS
SSS는 발신자가 잠수함 공격을 받아 격침당할 위기일 때 사용하는 것이다.

### QQQ
QQQ는 발신자가 불상의 존재로부터 공격을 받아 격침 위기라는 의미로, 가장순양함 공격을 받을 때 주로 사용되었다고 한다.

## 유명한 SOS 요청
- 루시타니아호 사건
- 타이타닉 호 사건
- 브리튼 호
- 안드레아 도리아 호

## 같이 보기
- 조난 신호
- CQD